# Little Queen of Spades
Little Queen of Spades è una canzone blues di Robert Johnson.

## Il brano
Fa parte dell'album del 1970 King of Delta Blues Singers, Vol.2. Fu reinterpretata da Eric Clapton nell'album Me and Mr. Johnson.